# Elektrownia jądrowa Calder Hall
Elektrownia jądrowa Calder Hall – nieczynna elektrownia jądrowa położona w sąsiedztwie zakładów przemysłu jądrowego Windscale (obecnie Sellafield) w hrabstwie Kumbria w Wielkiej Brytanii.
Budowę elektrowni rozpoczęto w 1953 r. na polecenie premiera Winstona Churchilla. Oficjalne oddanie pierwszego bloku do eksploatacji miało miejsce 17 października 1956 r. w obecności królowej Elżbiety II. W następnych latach zostały oddane do eksploatacji kolejne bloki o numerach 2, 3 i 4 o mocy elektrycznej netto 49 MW każdy. Zastosowano w nich reaktory jądrowe typu Magnox – pierwsze cztery z ogółem 11 wyprodukowanych reaktorów tego typu.
Długość życia elektrowni Calder Hall była początkowo zaplanowana na 20 lat, jednak pracowała ona ostatecznie znacznie dłużej. W 1996 r., a więc po okresie praktycznie dwukrotnie dłuższym od założonego, dokonano w niej dokładnego przeglądu stanu urządzeń i zabezpieczeń. Na podstawie uzyskanych wyników brytyjski Inspektorat Instalacji Jądrowych przedłużył eksploatację tej elektrowni o dalsze 10 lat, co w sumie dawałoby 50 lat pracy. Decyzję o wcześniejszym wyłączeniu zakładu podjęto po awarii, jaka wydarzyła się w 2001 r. w siostrzanej elektrowni Chapelcross, dysponującej identycznymi reaktorami Magnox. Elektrownia została wyłączona w dniu 31 marca 2003 r. - przepracowała więc 47 lat.
Oprócz energii elektrycznej elektrownia Calder Hall dostarczała również pary i ciepła do różnych zakładów na terenie Sellafield. Pomimo iż była elektrownią komercyjną, której głównym zadaniem było wytwarzanie elektryczności, to w drugiej połowie lat 50. jej reaktory były wykorzystywane również do produkcji plutonu do celów militarnych. W ten sposób zakład ten odegrał ważną rolę w brytyjskim programie budowy bomby atomowej.

## Reaktory
| Nazwa bloku   | Typ reaktora    | Producent                          | Właściciel                        | Operator                | Rozpoczęcie budowy | Stan krytyczny  | Włącz. do sieci  | Rozp. pracy komercyjnej | Trwałe wyłączenie | Moc elektr. netto (MW) | Moc elektr. brutto (MW) | Moc termiczna (MW) |
| ------------- | --------------- | ---------------------------------- | --------------------------------- | ----------------------- | ------------------ | --------------- | ---------------- | ----------------------- | ----------------- | ---------------------- | ----------------------- | ------------------ |
| Calder Hall-1 | Magnox typu GCR | UK Atomic Energy Authority (UKAEA) | Nuclear Decommissioning Authority | Magnox Electric Limited | 1 sierpnia 1953    | 1 maja 1956     | 26 sierpnia 1956 | 1 października 1956     | 31 marca 2003     | 49                     | 60                      | 268                |
| Calder Hall-2 | Magnox typu GCR | UK Atomic Energy Authority (UKAEA) | Nuclear Decommissioning Authority | Magnox Electric Limited | 1 sierpnia 1953    | 1 grudnia 1956  | 1 lutego 1957    | 1 lutego 1957           | 31 marca 2003     | 49                     | 60                      | 268                |
| Calder Hall-3 | Magnox typu GCR | UK Atomic Energy Authority (UKAEA) | Nuclear Decommissioning Authority | Magnox Electric Limited | 1 sierpnia 1955    | 1 stycznia 1958 | 1 marca 1958     | 1 maja 1958             | 31 marca 2003     | 49                     | 60                      | 268                |
| Calder Hall-4 | Magnox typu GCR | UK Atomic Energy Authority (UKAEA) | Nuclear Decommissioning Authority | Magnox Electric Limited | 1 sierpnia 1955    | 1 grudnia 1958  | 1 kwietnia 1959  | 1 kwietnia 1959         | 31 marca 2003     | 49                     | 60                      | 268                |